# University of Wisconsin Press
La University of Wisconsin Press (a veces abreviada como UW Press) es una editorial universitaria sin fines de lucro que publica libros y revistas revisados por pares. Publica trabajos de académicos de la comunidad académica mundial; obras de ficción, memorias y poesía bajo su sello, Terrace Books; y sirve a los ciudadanos de Wisconsin mediante la publicación de libros importantes sobre Wisconsin, el Alto Medio Oeste y la región de los Grandes Lagos.
La UW Press otorga anualmente el Premio Brittingham de Poesía, el Premio Felix Pollak de Poesía, y el Premio Four Lakes de Poesía.
La imprenta fue fundada en 1936 en Madison y es una de las más de 120 imprentas miembro de la Asociación de Imprentas Universitarias Americanas. La División de Revistas se estableció en 1965. La imprenta emplea aproximadamente a 25 personas a tiempo completo y parcial, produce entre 40 y 60 libros nuevos al año y publica 13 revistas.  También distribuye libros y algunas revistas anuales para editoriales más pequeñas seleccionadas. La imprenta es una unidad de la Escuela de Graduados de la Universidad de Wisconsin-Madison y cumple con la misión general de la universidad de investigación, instrucción y divulgación más allá de la universidad.

## División de libros
Desde que apareció su primer libro en 1937, la editorial ha publicado y distribuido más de 3000 títulos. Actualmente, la editorial tiene impresos más de 1400 títulos, entre los que se incluyen:
- Libros académicos: estudios estadounidenses e historia estadounidense moderna, estudios africanos, antropología, estudios clásicos, historia de la danza, estudios ambientales, historia del cine, estudios gays y lésbicos, historia europea e irlandesa moderna, estudios judíos, estudios eslavos y de Europa del Este, estudios del sudeste asiático y otros temas.

- Libros regionales: Wisconsin, el Alto Medio Oeste y la región de los Grandes Lagos

- Libros de interés general: historia natural, poesía, biografía, ficción, gastronomía, viajes.

En 2003, la prensa adquirió la editorial Popular Press, especializada en obras sobre cultura popular.